# 牛根生
牛根生（1958年1月25日—），中国内蒙古自治区呼和浩特人。他于1999年创立蒙牛集团，取得巨大成功，至2005年蒙牛集团已成为中国大陸乳业前两强，2006年，牛根生辞去蒙牛集团总裁职务，仅留任董事长，并将其所持蒙牛集团市值15亿元的股份悉数捐出。2011年任非執行董事，2021年辞去在蒙牛集团的全部职务。

## 生平
出生于呼和浩特市托克托县什拉壕村一个贫苦的秦姓农民家庭。未满月时，父亲为了交公粮，以五十元的价格将他卖给养父母。
1983年，牛根生进入呼和浩特回民奶食品厂（今伊利集团）工作，官至生产经营副总裁。1998年辞职后，于1999年创立蒙牛集团。2002年其销售额突破21亿元，在全国乳制品企业中的排名由第1116位一举跃升至第4位。2003年蒙牛借助“神五升空”的出色营销，销售额再次翻番，达到近50亿元。
他也为中国大陸最大的慈善家之一，已捐款超过4亿元。2006年，牛根生宣佈捐出旗下所有的蒙牛股份給老牛基金會。
2008年“三鹿奶粉事件”发生后，蒙牛集团受到一定的牵连。
2010年11月2日私人持有的奶源供應商——現代牧業(集團)股份有限公司，計劃來香港上市，保薦人為瑞銀、花旗，初步集資額5億美元（約39億港元）。
2011年6月11日，蒙牛乳業發布公告稱，牛根生辭任董事會主席一職，時任中糧集團董事長寧高寧接替其為董事會新主席。公告同時披露，牛根生今後將主要投入慈善工作，但保留蒙牛乳業非執行董事一職。
2021年11月30日，蒙牛乳業通過公告，牛根生辭任蒙牛非執行董事及戰略及發展委員會成員，其辭職理由為「退休並擬將更多時間投入慈善工作」。